# Abe Coleman
Abe Coleman, geboren als Abbe Kelmer (Żychlin, 20 september 1905 - New York, 28 maart 2007) was een Pools-Amerikaans professioneel worstelaar, die op het moment van zijn overlijden tot de oudste deelnemers van deze sport werd gerekend.

## Levensloop
Zijn vader was kolenverkoper in Polen. Coleman verhuisde naar de Verenigde Staten in 1923. Hij had 15 oudere broers en zussen. Veel van hen die in Europa waren gebleven kwamen om tijdens de Holocaust.
Hij trouwde in 1939 met June Miller, die in 1987 stierf. Coleman zei dat hij uit de ring werd gegooid en toen op haar schoot belandde in Madison Square Garden.
Colemans eerste wedstrijd vond plaats in Brooklyn in 1928 in de Ridgewood Grove. Tegen betaling van $25 door lokale promotor Rudy Miller, die hem had zien trainen in een sporthal in Brooklyn, vocht hij zijn eerste wedstrijd.
Coleman genoot naamsbekendheid door het feit dat men beweert dat hij de dropkick had uitgevonden. Coleman zegt dat hij deze beweging had afgekeken van kangoeroes tijdens een tour door Australië in 1930.
In zijn tijd waren er weinig Joodse worstelaars en hij heeft veelvuldig te maken gehad met antisemitisme.
Na meer dan 2000 wedstrijden stopte hij in 1958 met worstelen. Hierna is hij worstelscheidsrechter en kentekeninspecteur van de staat New York geweest. Naast het worstelen was Coleman geïnteresseerd in poker en paardenrennen.
Coleman stierf op 28 maart 2007 in een verzorgingshuis in het New Yorkse stadsdeel Queens na een nierfalen op 101-jarige leeftijd. Daarvóór beweerde men dat hij de oudste, nog levende worstelaar ter wereld was.

## In worstelen
- Aanval en kenmerkende bewegingen
  - Dropkick
  - Leaping tackle
  - Airplane spin
  - Mule kick

## Erelijst
- Cauliflower Alley Club
  - Other honoree (1995)